# Sybilla Skałuba
Sybilla Skałuba – polska naukowiec, dr hab. sztuki, adiunkt Katedry Grafiki Wydziału Artystycznego Akademii Sztuk Pięknych w Katowicach.

## Życiorys
21 grudnia 2009 obroniła pracę doktorską Dysonans symetrii - cykl grafik, 23 lipca 2020 habilitowała się na podstawie pracy zatytułowanej Transformacje liminalne - cykl grafik. Pracowała w Wyższej Szkole Technologii Informatycznych w Katowicach.
Jest zatrudniona na stanowisku adiunkta w Katedrze Grafiki na Wydziale Artystycznym Akademii Sztuk Pięknych w Katowicach.